# Elektroterapia prądem średniej częstotliwości
Elektroterapia prądem średniej częstotliwości wykorzystuje prąd elektryczny modulowany w amplitudzie, o częstotliwości w granicach 1000–100000 Hz. W ostatnich latach prądy średniej częstotliwości znajdują w elektroterapii coraz częstsze zastosowanie. Ich wykorzystanie uzasadnione jest:
- słabszym oddziaływaniem na receptory czuciowe skóry, co czyni zabieg przy ich wykorzystaniu mniej przykrym;
- ograniczonym wpływem elektrochemicznym na tkanki, co wyraża się również ograniczeniem występowania uszkodzeń elektrolitycznych skóry
- lepszym przenikaniem tych prądów w głąb tkanki, co związane jest z pojemnościowym charakterem oporności tkanek, jaką stawiają one przepływającemu prądowi przemiennemu i która maleje ze wzrostem częstotliwości.

W praktyce stosuje się zwykle prądy o częstotliwości 2000–8000 Hz modulowane w amplitudzie. Częstotliwość modulacji waha się w granicach 0 do 150 Hz. Na tkanki zatem oddziałują serie impulsów o małej częstotliwości, uformowane z prądu średniej częstotliwości. Z tego powodu wskazania do stosowania modulowanych prądów średniej częstotliwości są zbliżone do obowiązujących w terapii prądami małej częstotliwości. Modulacji prądów średniej częstotliwości dokonuje się elektronicznie lub przez interferencję w tkankach dwóch prądów średniej częstotliwości płynących w odrębnych obwodach. Wskazania do stosowania tych prądów są podobne do tych, które odnoszą się do prądów diadynamicznych.
Obecnie w elektrolecznictwie stosuje się:
- Prądy interferencyjne (nazywane również prądami Nemeca)
- Prądy stereointerferencyjne
- Modulowane prądy średniej częstotliwości

Przeczytaj ostrzeżenie dotyczące informacji medycznych i pokrewnych zamieszczonych w Wikipedii.